# مارك سويني
مارك سويني (بالإنجليزية: Mark Sweeney)‏ هو لاعب كرة قاعدة أمريكي، ولد في 26 أكتوبر 1969 في فرامينغهام في الولايات المتحدة.

## وصلات خارجية
- مارك سويني على موقع دوري كرة القاعدة الرئيسي (الإنجليزية)
- مارك سويني على موقعبيزبول رفرنس.كوم (الدوري الرئيسي) (الإنجليزية)
- مارك سويني على موقعبيزبول رفرنس.كوم (الدوري الثانوي) (الإنجليزية)
- مارك سويني على موقع إي إس بي إن.كوم (أم.أل.بي) (الإنجليزية)
- مارك سويني على موقع مشجعي الرسوم البيانية (الإنجليزية)